# 존 네이버
존 필립스 네이버(John Phillips Naber, 1956년 1월 20일 ~ )는 배영을 전문으로 활약한 전 미국의 수영 선수이다.
일리노이주 에번스턴에서 태어나 서던캘리포니아 대학교에서 수학하였다.
1976년 몬트리올 올림픽에서 세계 기록들을 세우면서 4개의 금메달(100m 배영, 200m 배영, 800m 자유형 계주, 400m 혼계영)을 획득하였다. 또한 200m 자유형에서 은메달을 따기도 하였다.
첫 번째 우승한 200m 배영에서 1분 59.19초의 세계 기록으로 2분 아래 헤엄친 첫 선수가 되었으며, 7년간 지속되었다. 100m 배영에서 세운 55.49초의 세계 기록도 7년간 지속되었다.
1977년 미국의 톱 아마추어 선수로서 제임스 E. 설리반 상을 수상하였다.

## 같이 보기
- 올림픽 다관왕 목록
- 올림픽 수영 남자 메달리스트 목록
- 수영 배영 100m 세계 기록 추이
- 수영 배영 200m 세계 기록 추이
- 수영 혼계영 400m 세계 기록 추이
- 수영 계영 800m 세계 기록 추이